# 至聖三者大門教会
至聖三者大門教会（しせいさんしゃだいもんきょうかい、ウクライナ語: Троїцька надбрамна церква)は、ウクライナの首都キーウにおける洞窟大修道院に属する教会。大修道院の大門の上に位置していることから、大門教会と呼ばれる。

## 沿革
初期
ニコライ・スビャトシャによって、1106年から1108年にかけて建立された。
1240年のモンゴルのルーシ侵攻に際して、キーウもモンゴル軍による破壊を受け、大修道院の生神女就寝大聖堂が破壊されると、大修道院の主要な教会となった。18世紀初めにコサックの頭領イヴァン・マゼーパの援助金により復元され、ウクライナ・バロック様式に建てかえられた。
ソビエト連邦期
1957年から1958年にかけて教会の内外において本格的な復元作業が行われた。

## 関連記事
- キエフ洞窟大修道院